# Campionat del món d'escacs de 1927
El matx pel Campionat del món d'escacs de 1927, que es va disputar entre el Campió del Món regnant José Raúl Capablanca, i l'aspirant al títol Aleksandr Alekhin, va començar el 16 de setembre de 1927 a Buenos Aires (Argentina), i va acabar el 30 de novembre. Alekhin, que era rus de naixement, s'havia nacionalitzat francès tot just tres dies abans del matx, el qual finalment va guanyar, per esdevenir el quart Campió del món.

## Història
Alekhin no era en aquell moment l'únic legítim aspirant al títol mundial, però va ser l'únic jugador de l'elit mundial que va ser capaç de reunir el finançament necessari per a l'organització del matx, que es va jugar sota les Normes de Londres (que havien estat proposades per Capablanca i ratificades pels millors jugadors del món del moment, Alekhin, Boguljubow, Maroczy, Réti, Rubinstein, Tartakower i Vidmar Les normes indicaven que guanyaria el matx el primer jugador a vèncer en sis partides, les sessions de joc es limitarien a 5 hores, amb un límit de 40 moviments en 2 hores i mitja, el campió havia de defensar el seu títol en el termini màxim d'un any des del moment en què rebés un desafiament d'un mestre candidat notòriament reconegut, el campió decidiria la data del matx, i el campió no estaria obligat a acceptar un desafiament si la bossa de premis era inferior a 10.000 dòlars americans (uns 349.000 $ el 2006); el 20% de la bossa seria pel posseïdor del títol, i la resta es dividiria a raó d'un 60% per al guanyador del matx, i un 40% per al perdedor.
Algunes fonts indiquen que en aquest matx, si s'arribés a un resultat d'empat a cinc, el campió regnant (Capablanca) retindria el títol, però no és clar si realment seria així. S'ha especulat que el contracte concret entre els jugadors per a aquell matx potser incloïa una clàusula de victòria per "avantatge mínim de dos punts". Alekhin, Rubinstein i Nimzowitsch varen tots ells desafiar Capablanca en els primers anys dels 1920 però només Alekhin va aconseguir reunir els 10.000 $ que Capablanca demanava, i només el 1927.
Capablanca arribava com a favorit no només pel fet que era ser el campió regnant, sinó també pel rècord que tenia contra Alekhin (5 victòries i 7 empats, cap derrota). Alekhin es va preparar a consciència: va arribar a Buenos Aires setmanes abans, va portar una vida irreprotxable, amb una dieta adequada, exercici físic, i va escollir com a analista un dels millors jugadors argentins de l'època, Roberto Grau. Capablanca, per contra, va menysprear la capacitat del seu rival, i va seguir amb la seva vida dissoluta.
Alekhin va guanyar la primera partida. Capablanca es va refer i va guanyar la tercera i la setena, però Alekhin va guanyar la novena, i el resultat del matx va començar a ser incert. La voluntat de guanyar d'Alekhin va marcar la diferència. Quan portaven disputades 34 partides Alekhin guanyava per 6 a 3, i Capablanca es va rendir enviant un telegrama a Alekhin felicitant-lo per la seva victòria.
Abans del matx, ningú donava opcions a Alekhin contra el dominant cubà, però Alekhin va vèncer els dots naturals de Capablanca amb una capacitat de competir sense igual i una extensíssima preparació pre-partida (especialment pel que fa a l'anàlisi en profunditat de les obertures, aspecte el qual es convertiria més tard en un segell distintiu de tots els Grans Mestres del futur). Alekhin va jugar el matx molt agressivament, i va aconseguir complicar molt les partides a Capablanca, mercès també a la seva fantàstica habilitat tàctica.
Immediatament després de guanyar, Alekhin va anunciar que estava disposat a concedir a Capablanca un matx de revenja, sempre que el cubà acomplís els requisits establerts per les "normes de Londres". Les negociacions es van perllongar durant anys, i diversos cops es varen trencar tot just quan l'acord semblava a tocar.

## Taula de resultats
En aquest matx, totes les partides, excepte la primera i la tercera, van ser plantejades amb la línia principal amb 3...Cf6 4.Ag5 de la defensa ortodoxa del gambit de dama.
| Jugador    | R1  | R2  | R3  | R4  | R5  | R6  | R7  | R8  | R9  | R10 | R11 | R12 | R13 | R14 | R15 | R16 | R17   | R18   |
| ---------- | --- | --- | --- | --- | --- | --- | --- | --- | --- | --- | --- | --- | --- | --- | --- | --- | ----- | ----- |
| Capablanca | 0   | =   | 1   | =   | =   | =   | 1   | =   | =   | =   | 0   | 0   | =   | =   | =   | =   | =     | =     |
| Alekhin    | 1   | =   | 0   | =   | =   | =   | 0   | =   | =   | =   | 1   | 1   | =   | =   | =   | =   | =     | =     |
| Jugador    | R19 | R20 | R21 | R22 | R23 | R24 | R25 | R26 | R27 | R28 | R29 | R30 | R31 | R32 | R33 | R34 | Total | Total |
| Capablanca | =   | =   | 0   | =   | =   | =   | =   | =   | =   | =   | 1   | =   | =   | 0   | =   | 0   | 15,5  | 15,5  |
| Alekhin    | =   | =   | 1   | =   | =   | =   | =   | =   | =   | =   | 0   | =   | =   | 1   | =   | 1   | 18,5  | 18,5  |